# Боровенька
Борове́нька —  село в Україні, у Лебединській міській громаді Сумського району Сумської області. Населення становить 626 осіб. До 2020 орган місцевого самоврядування — Боровеньківська сільська рада.

## Географія
Село Боровенька знаходиться на відстані 3 км від лівого берега річки Псел. На відстані 2 км розташоване село Будилка. Село оточене лісовим масивом (сосна, дуб). Поруч проходить автомобільна дорога Т 1918.
У селі бере початок річка Боровенька, ліва притока Псла.

## Історія
За даними на 1864 рік у власницькому селі Червленської волості Лебединського повіту Харківської губернії, мешкала 991 особа (487 чоловічої статі та 504 — жіночої), налічувалось 125 дворових господарств, існували православна церква та суконна фабрика.
Станом на 1914 рік село було центром окремої, Боровенської волості, кількість мешканців зросла до 1654 осіб.
12 червня 2020 року, відповідно до Розпорядження Кабінету Міністрів України № 723-р «Про визначення адміністративних центрів та затвердження територій територіальних громад Сумської області», увійшло до складу Лебединської міської територіальної громади.
19 липня 2020 року, після ліквідації Лебединського району, село увійшло до Сумського району.